# 高山族 (中國大陸)
高山族（中国民族名称罗马字母拼写国家标准：Gaoshan）是中华人民共和国政府认定的55個少數民族之一，廣泛分佈於中国各地。高山族主要源於第二次世界大戰前後移居中國大陸之臺灣原住民族移民。
由於中華人民共和國民族政策和兩岸關係變化等原因，有大量中國大陸原漢族人口在1953年至2000年間改報為高山族，使得在中國大陸報稱為高山族的人口相較1953年的329人上升了超過13倍。
另外，由於海峽兩岸特殊的政治情況，在一些情況下，中华人民共和国政府也將分布于其未实际管辖的臺灣地區的臺灣原住民族也称为高山族。

## 族群分佈
中國大陸境內高山族的分佈主要散居在各地，多在福建、河南一帶地區，而關於中國大陸高山族的來源，根據中國大陸現存的族譜記載，聚居在河南鄧州的大部分為高原原住民鄒族和平地原住民洪雅族後代，亦有部分阿美族、泰雅族、布農族和卑南族，遷移到大陸的歷史可以追溯到明鄭時期。而聚居在福建華安的大部分為排灣族、阿美族、布農族、卑南族、噶瑪蘭族，遷移大陸的主要時期為抗日戰爭、國共內戰及後來的经商活動。

## 族群歷史
台灣原住民移居大陆的歷史最早可追溯至清代。河南省鄧州市上營村還存在一些高山族居民。据称郑成功死后，其部將黄廷於康熙年間降清，部众中有名为依那思罗的台湾原住民出身者，移居此地開墾。2005年，該市有2674人自報為高山族
，这些村民现在的生活与当地汉族融为一体，但某些风俗习惯仍異於河南當地的漢人，而是較接近附近的閩南村落，例如信奉媽祖、喪事的跳棺儀式、稱爺爺為爹，奶奶為嬤。
第二次世界大戰結束後，国共内战时期，一些臺灣原住民族被中國国民党征召到中國大陆参战，1946年底随国民党军队到大陆的臺灣原住民各族青年有1000多人，除有少数人回到台湾外，不少死在内战的战火中，部分倖存者隨后又歸化加入中國人民解放军。1949年後，這些随国民党军队到大陆的士兵留在中國大陸，並被劃為「高山族」，成為中國大陸高山族的主要來源，他们多数被安排在政府机关、事业单位或厂矿工作。

## 语言
福建华安的高山族多交叉使用闽南语和普通话，不会聽、講各自的族语。

## 文化習俗
國共內戰期間，因為兩岸關係緊張，高山族與台灣的聯絡被迫中斷。因此之故，在中國大陸的第二、三代的高山族除了知道自己的家族來源，對於台灣本土的語言、文化、宗教信仰等均知之甚少，但也因為迥異的地理與人文環境，部分地區也逐漸衍生出具有在地色彩的風俗習慣（如稱謂、服飾、飲食、起居、婚喪嫁娶等）。
然而如今，在中國大陸高山族身上的民族文化表徵已所剩無幾。他們多交叉使用在地方言話和普通話，生活方式已與當地漢人無異。

### 信仰
高山族有獨特的蛇圖騰信仰，蛇圖騰被奉為民族聖物，每年新年時節，族人都跪拜在圖騰下，口念吉祥語，以示慎敬，並祈賜子孫好德行善，能讀書，會做事。文革後，此後圖騰信仰也逐漸淡化。現在，高山族家庭中既無圖騰，也無嚴格的信仰禁忌，如今在中國大陸的高山族多信奉中國民間神祇，如土地公、媽祖、保生大帝等。他們也過清明節，但各個家族的掃墓時間不盡相同，分為清明和冬至兩個時段。

### 文藝
- 拉手舞：拉手舞是高山族舞蹈中历史最为悠久、流传广泛的一种自娱性舞蹈。一般於喜庆节日或者婚礼上，身着七彩的高山族服装跳舞。舞蹈分为两种圆圈形式，分别是左右相邻者连手的小拉手式和相隔的人交叉拉手的大拉手式。舞蹈动作都是跟随着领唱走的，歌词多为赞扬祖先和英雄的业绩，赞扬家乡的美。[12]2008年，高山族拉手舞被列入第二批国家级非物质文化遗产名录。

- 頭目棋：高山族特有的兩人傳統棋類，主要流行於福建漳州一帶，吃法為夾擔棋遊戲，有類似中國象棋的九宮。

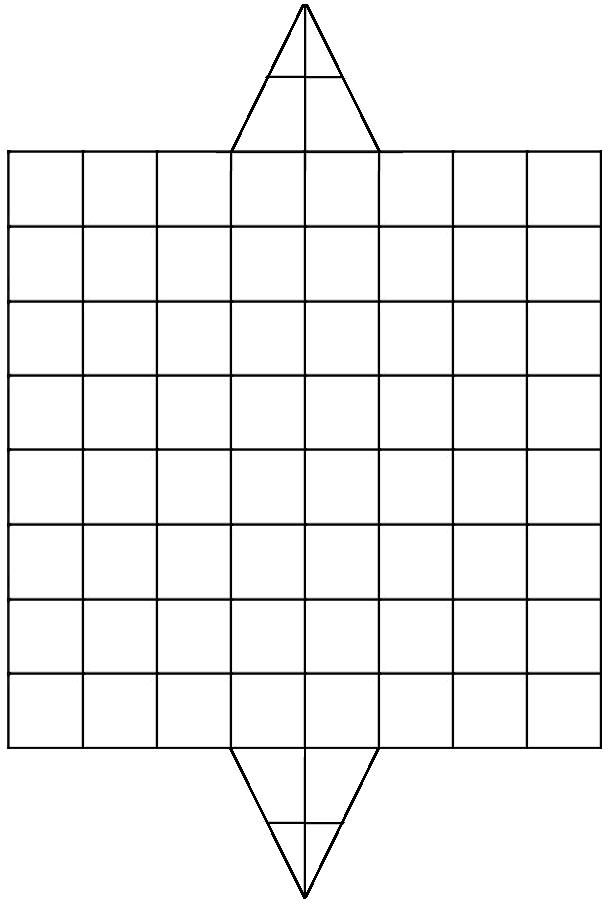
高山族頭目棋棋盤

## 人口分布
下表是在2000年人口普查中，中华人民共和国31個省級行政區報稱為高山族的人口列表：
| 位次 | 地區                       | 總人口        | 高山族 | 佔高山族 人口比例（%） | 佔地區 少數民族 人口比例（%） | 佔地區 人口比例（%） |
|      | 合計                       | 1,245,110,826 | 4,488  | 100                    | 0.125                         | 0.01061              |
|      | 31個省、直轄市、自治區合計 | 1,242,612,226 | 4,461  | 99.40                  | 0.004                         | 0.00036              |
| G1   | 中南地區                   | 350,658,477   | 1,829  | 40.75                  | 0.006                         | 0.00052              |
| G2   | 華東地區                   | 358,849,244   | 967    | 21.55                  | 0.039                         | 0.00027              |
| G3   | 華北地區                   | 145,896,933   | 560    | 12.48                  | 0.006                         | 0.00038              |
| G4   | 西南地區                   | 193,085,172   | 480    | 10.70                  | 0.001                         | 0.00025              |
| G5   | 東北地區                   | 104,864,179   | 465    | 10.36                  | 0.004                         | 0.00044              |
| G6   | 西北地區                   | 89,258,221    | 160    | 3.57                   | 0.001                         | 0.00018              |
| 1    | 河南                       | 91,236,854    | 946    | 21.08                  | 0.083                         | 0.00104              |
| 2    | 福建                       | 34,097,947    | 416    | 9.27                   | 0.071                         | 0.00122              |
| 3    | 廣西                       | 43,854,538    | 409    | 9.11                   | 0.002                         | 0.00093              |
| 4    | 遼寧                       | 41,824,412    | 305    | 6.80                   | 0.005                         | 0.00073              |
| 5    | 河北                       | 66,684,419    | 274    | 6.11                   | 0.009                         | 0.00041              |
| 6    | 貴州                       | 35,247,695    | 228    | 5.08                   | 0.002                         | 0.00065              |
| 7    | 湖南                       | 63,274,173    | 189    | 4.21                   | 0.003                         | 0.00030              |
| 8    | 內蒙                       | 23,323,347    | 144    | 3.21                   | 0.003                         | 0.00062              |
| 9    | 廣東                       | 85,225,007    | 142    | 3.16                   | 0.011                         | 0.00017              |
| 10   | 江西                       | 40,397,598    | 134    | 2.99                   | 0.107                         | 0.00033              |
| 11   | 江蘇                       | 73,043,577    | 120    | 2.67                   | 0.046                         | 0.00016              |
| 12   | 四川                       | 82,348,296    | 101    | 2.25                   | 0.002                         | 0.00012              |
| 12   | 北京                       | 13,569,194    | 101    | 2.25                   | 0.017                         | 0.00074              |
| 14   | 吉林                       | 26,802,191    | 99     | 2.21                   | 0.004                         | 0.00037              |
| 15   | 雲南                       | 42,360,089    | 91     | 2.03                   | 0.001                         | 0.00021              |
| 16   | 山東                       | 89,971,789    | 86     | 1.92                   | 0.014                         | 0.00010              |
| 17   | 安徽                       | 58,999,948    | 80     | 1.78                   | 0.020                         | 0.00014              |
| 17   | 海南                       | 7,559,035     | 80     | 1.78                   | 0.006                         | 0.00106              |
| 19   | 浙江                       | 45,930,651    | 79     | 1.76                   | 0.020                         | 0.00017              |
| 20   | 湖北                       | 59,508,870    | 63     | 1.40                   | 0.002                         | 0.00011              |
| 21   | 黑龍江                     | 36,237,576    | 61     | 1.36                   | 0.003                         | 0.00017              |
| 22   | 重慶                       | 30,512,763    | 60     | 1.34                   | 0.003                         | 0.00020              |
| 23   | 甘肅                       | 25,124,282    | 55     | 1.23                   | 0.003                         | 0.00022              |
| 24   | 上海                       | 16,407,734    | 52     | 1.16                   | 0.050                         | 0.00032              |
| 25   | 新疆                       | 18,459,511    | 41     | 0.91                   | 0.000                         | 0.00022              |
| 26   | 天津                       | 9,848,731     | 34     | 0.76                   | 0.013                         | 0.00035              |
| 27   | 陝西                       | 35,365,072    | 27     | 0.60                   | 0.015                         | 0.00008              |
| 28   | 青海                       | 4,822,963     | 22     | 0.49                   | 0.001                         | 0.00046              |
| 29   | 寧夏                       | 5,486,393     | 15     | 0.33                   | 0.001                         | 0.00027              |
| 30   | 山西                       | 32,471,242    | 7      | 0.16                   | 0.007                         | 0.00002              |
|      | 西藏                       | 2,616,329     |        |                        |                               |                      |
|      | 現役軍人                   | 2,498,600     | 27     | 0.60                   | 0.024                         | 0.00108              |

## 尋根以及兩岸交流
遷到大陸的高山族群因戰火、兩岸相隔以及政治緊張等原因無法和台灣的原住民族相認和交流，而大陸政治局面（如文化大革命）亦阻撓高山族群的發展，因此文化、語言和民俗風情傳承上都受到斷層。但在改革開放後，兩岸交流互動恢復，因此大陸的高山族群能夠透過正式和非正式途徑追溯自己的來源以及和在台灣的部落族人相認。以河南鄧州的鄒族後裔為例，2002年，該村居民從祖先遺物中發現《鄧州台灣土番墾屯陳氏家譜》，確認自己是台灣原住民的身分血緣後，就在村最北邊立下「台灣村」牌樓。這引起了台商吳天璽注意，她在河南取得相關資料後，便到處尋找陳年次子、三子的後代，最終在鄧州陳家族譜所記載的「貓地干社」找到當代族長陳宗仁與其弟陳名利。在她的協助下，在2005年8月，台灣阿里山鄒族特富野社头目汪念月、族长、勇士前往河南鄧州「台灣村」確認族譜並和族人相認，2009年，河南鄧州的鄒族回到台灣阿里山並參與祭祀儀式，並正式認定該村為鄒族第八個部落。

## 著名人士

### 政治界、軍事界
- 依那思罗：特富野猫地干社鄒族人，父亲实叮依那参加过郭懷一事件，加入鄭成功軍隊後奉命到河南邓州屯垦，據信為移居到中國大陸（以及河南）的第一位高山族始祖，後來改姓陳[16]。
- 田富達（尤明·巴都）：生於台灣新竹的泰雅族；台灣民主自治同盟名譽副主席、第一届全国人民代表大会代表中唯一的高山族台湾籍代表[17]
- 陳軍：祖先是來自台灣台東的阿美族，第十三屆全國人大常委會委員、第十四屆全國政協文化文史和學習委員會委員[18]
- 胡亞芳：祖先是來自台灣台東都蘭鄉八里村的阿美族，台盟浙江省委副主委、浙江省台联副会长[19]
- 楷清海：台湾屏東出身的排灣族；第十一屆全國人民代表大會福建地區代表

### 演藝界
- 千百惠：泰雅族；歌手，生於台灣新竹縣尖石鄉新樂村[20]

## 資料來源
1. ↑  第七次全国人口普查成果（页面存档备份，存于）中华人民共和国国家统计局.
2. 1 2  . 大公報. 2021-04-19  [2023-12-11]. （原始内容存档于2023-12-11）.
3. 1 2 3 4  林钰琼; 董建辉.  (PDF). 三峡论坛. 2019-10-08, (2017年第5期)  [2023-12-11]. （原始内容存档 (PDF)于2023-12-11）.
4. ↑  .   [2017-11-17]. （原始内容存档于2020-10-28）.
5. ↑  [http://www.suec.edu.cn/s/211/t/879/e1/1c/info57628.htm%5B%5D
6. ↑  .   [2017-11-17]. （原始内容存档于2020-11-02）.
7. ↑  陳建樾(2006)，〈「台灣村」:一個移民村落的想像、構建與認同 ——河南鄧州高山族村落田野調查報告〉
8. ↑  . 中华人民共和国中央人民政府. 国家民委.   [2023-12-11]. （原始内容存档于2023-12-11）.
9. ↑  . 中华人民共和国台灣同胞聯誼會.   [2022-03-29]. （原始内容存档于2023-11-06）.
10. ↑  張愛玲. . 文匯報. 2016-08-27  [2023-12-11]. （原始内容存档于2022-12-22）.
11. ↑  林鈺瓊，董建輝(2006)，〈認同、想象與表達: 華安高山族的文化重構〉
12. ↑  .   [2024-06-06]. 原始内容存档于2012-11-27.中华人民共和国国家民族事務委員會.
13. ↑  楊芬瑩. . 中國時報. 2009-11-30  [2023-12-11]. （原始内容存档于2023-12-11）.
14. ↑  . 台灣原住民族資訊資料網.   [2023-12-11]. （原始内容存档于2023-12-11）.
15. ↑  郑光宏. . 邓州市文化广电和旅游局. 星岛环球网.   [2023-12-11]. （原始内容存档于2023-12-11）.
16. ↑  . 靈秀南陽. 2012-11-12  [2023-12-11]. （原始内容存档于2023-12-11）.
17. ↑  夏莉娜. . 全國人民代表大會. 中国人大网.   [2023-12-11]. （原始内容存档于2023-12-11）.
18. ↑  苏锐. . 新華社. 2023-03-15  [2023-12-11]. （原始内容存档于2023-03-15）.
19. ↑  . 台盟网.   [2023-12-11]. （原始内容存档于2016-03-05）.
20. ↑  . 香港01 (聯合新聞網). 2021-12-04  [2023-12-11].